# Martin Kalbfleisch
Martin Kalbfleisch (* 8. Februar 1804 in Vlissingen, Niederlande; † 12. Februar 1873 in Brooklyn, New York) war ein US-amerikanischer Politiker. Zwischen 1863 und 1865 vertrat er den Bundesstaat New York im US-Repräsentantenhaus.

## Biografie
Kalbfleisch besuchte öffentliche Schulen und studierte dann Chemie. Im Alter von 18 Jahren ging er an Bord eines Schiffes mit einem amerikanischen Kapitän und reiste so nach Sumatra, um dort Handel zu treiben. Nach seiner Ankunft erkrankte er an Cholera und kehrte dann krankheitsbedingt nach Europa zurück. Anschließend ging er mit einem Amerikaner eine Partnerschaft ein und verbrachte die folgenden vier Jahre in Le Havre (Frankreich). 1826 wanderte er in die Vereinigten Staaten ein und ließ sich in New York City nieder, wo er der Herstellung und dem Verkauf von Farbe nachging. Er war 1832 als Health Warden tätig und 1836 als Schultreuhänder (school trustee). Dann errichtete er 1844 eine Chemiefabrik in Greenpoint. Zwischen 1852 und 1854 war er Town Supervisor von Bushwick. Er kandidierte im Jahr 1854 für den Posten des Bürgermeisters von Brooklyn, erlitt allerdings eine Niederlage. Im folgenden Jahr wählte man ihn zum Alderman in Brooklyn, eine Stellung, die er bis 1861 innehatte. Im selben Jahr brach der Bürgerkrieg aus. Während dieser Zeit war er zwischen 1862 und 1864 Bürgermeister von Brooklyn.
Politisch gehörte er der Demokratischen Partei an. Bei den Kongresswahlen des Jahres 1862 wurde er im zweiten Wahlbezirk von New York in das US-Repräsentantenhaus in Washington, D.C. gewählt, wo er am 4. März 1863 die Nachfolge von Moses F. Odell antrat. Er schied nach dem 3. März 1865 aus dem Kongress aus. Ungefähr einen Monat später ging der Bürgerkrieg zu Ende. Im folgenden Jahr nahm er an der National Union Convention in Philadelphia teil. Zwischen 1867 und 1871 war er wieder Bürgermeister von Brooklyn. Seine Wiederwahlkandidatur als Unabhängiger war erfolglos. Daraufhin zog er sich von der politischen Bühne zurück. Er wurde auf dem Green-Wood Cemetery in Brooklyn beigesetzt.